# 52226 Saenredam
52226 Saenredam este un asteroid din centura principală de asteroizi.

## Descriere
52226 Saenredam este un asteroid din centura principală de asteroizi. A fost descoperit pe 12 august 1974 la Observatorul Palomar de Tom Gehrels. Asteroidul prezintă o orbită caracterizată de o semiaxă mare de 2,68 ua, o excentricitate de 0,06 și o înclinație de 32,7° în raport cu ecliptica.